# Ribellione di Taso
La ribellione di Taso fu un avvenimento del 465 a.C., nel quale la città di Taso si ribellò contro il controllo ateniese, cercando di rinunciare alla sua appartenenza alla Lega di Delo. La ribellione fu provocata da un conflitto tra Atene e Taso sul controllo dei giacimenti d'oro sulla terraferma della Tracia, che Taso possedeva da lungo tempo.
La ribellione fu repressa alla fine, dopo un lungo e difficile assedio, ma non prima che Sparta avesse promesso segretamente di invadere l'Attica a sostegno dei Tasiani. Un terremoto che innescò una ribellione degli iloti non permise a Sparta di mantenere fede alla sua promessa.
Tucidide cita l'episodio della Ribellione di Taso come uno degli avvenimenti durante il pentecontaetia che segnò la trasformazione della Lega di Delo nell'impero ateniese. Gli studiosi moderni hanno studiato l'avvenimento per capire meglio la politica interna di Sparta, rivelando la presenza di un forte partito a favore della guerra durante il periodo di pace e di armonia tra Atene e Sparta e prefigurando la rottura delle relazioni che avrebbe avuto come risultato lo scoppio della prima guerra del Peloponneso, entro la fine del decennio.

## Atene e Taso
Tucidide riporta che la controversia fra Atene e Taso fu causata dalla contesa per il controllo dei commerci sulla Tracia e dal fatto che gli ateniesi volevano prendere il controllo di una miniera d'oro che era sotto il controllo dei Tasii. La maggior parte degli studiosi ritiene che Atene fu l'aggressore in questo scontro, sebbene G.E.M. de Ste. Croix abbia affermato che gli Ateniesi stavano intervenendo in difesa di uno Stato più piccolo che stava soffrendo sotto la dominazione di Taso.. La miniera e i commerci erano molto fruttuosi, e perderli a causa degli Ateniesi sarebbe stato un duro colpo economico per Taso; poiché questa controversia stava degradando, Atene spedì anche un numeroso gruppo di colonizzatori per fondare una colonia chiamata Ennea Hodoi ("i nove modi") che alla fine si trasformò nella città di Amphipolis. Questa colonia, se avesse avuto successo (fu distrutta dai nativi in breve tempo), sarebbe stata usata come base per spostare il potere e l'influenza Ateniesi in una regione dove Taso aveva avuto a lungo interesse.. Taso era uno Stato con una forte flotta e un socio fondatore della Lega di Delo, e invece di piegarsi a queste incursioni Ateniesi i Tasii decisero di resistere militarmente.